# Scopalostoma
Scopalostoma is een geslacht van vlinders van de familie Carposinidae.

## Soorten
- S. melanoparea Diakonoff, 1957
- S. nigromaculella Guillermet, 2004